# Mont Holyoke
Le mont Holyoke, qui culmine à 285 mètres d'altitude, est le sommet le plus occidental de la chaîne Holyoke, un chaînon situé dans la vallée du Connecticut, au Massachusetts (États-Unis), et faisant partie de Metacomet Ridge. La montagne est située sur le territoire des villes de Hadley et South Hadley. Elle est notamment traversée par le Metacomet-Monadnock Trail et se trouve au sein du parc d'État J. A. Skinner. Elle est connue pour son gîte sommital, sa route automobile, le panorama qu'elle offre et pour sa biodiversité.

## Toponymie
Le toponyme Holyoke provient d'Elizur Holyoke, un colon du XVIIe siècle installé dans la région de Springfield. La tradition suggère qu'il ait donné son nom lui-même au sommet montagneux. Par la suite, la ville d'Holyoke, le Holyoke Female Seminary devenu Mount Holyoke College et le chaînon dans son ensemble ont successivement été nommés ainsi,.

## Géographie

### Géologie

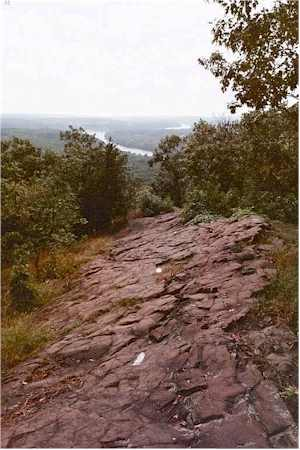
Vue depuis les crêtes du mont Holyoke, en direction du sud et du fleuve Connecticut, le long du Metacomet-Monadnock Trail.

Le mont Holoyoke, comme la plus grande partie de Metacomet Ridge, est composée de basalte, une roche volcanique. Elle s'est formée à la fin du Trias lors de la séparation de la Laurasia et du Gondwana, puis de l'Amérique du Nord et de l'Eurasie. La lave émise au niveau du rift s'est solidifiée en créant une structure en mille-feuille sur une centaine de mètres d'épaisseur. Les failles et les séismes ont permis le soulèvement de cette structure géologique caractérisée par de longues crêtes et falaises.

### Écosystème
La combinaison des crêtes chaudes et sèches, des ravines froides et humides et des éboulis basaltiques est responsable d'une grande variété de microclimats et d'écosystèmes abritant de nombreuses espèces inhabituelles pour la région.

## Histoire

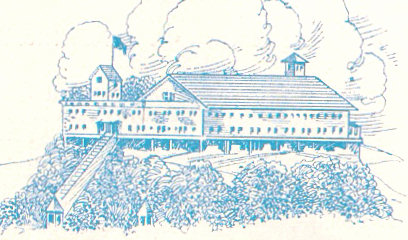
Reproduction partielle d'une couverture publicitaire pour le Mount Holyoke Hotel obtenue en 1931.

En 1821, une cabane de 5,5 mètres par 7,3 est construite au mont Holyoke par une association locale, constituant un des premiers gîtes d'altitude de Nouvelle-Angleterre. La propriété change de main plusieurs fois entre 1821 et 1851, date à laquelle la cabane est rachetée, reconstruite et transformée en un hôtel de deux étages avec huit chambres. Des entrepreneurs locaux, John et Frances French, en sont les premiers propriétaires. Jusqu'en 1900, de nombreux projets d'aménagement voient le jour, notamment en 1867 celui-ci d'une ligne de tramway de pratiquement 200 mètres de long jusqu'au sommet de la montagne, celui d'un chemin de fer du piémont jusqu'au dock des bateaux à vapeur sur le fleuve Connecticut ainsi que la construction d'annexes au bâtiment principal et le tracé de sentiers. Les touristes arrivent par bateau en provenance de la gare ferroviaire de Smiths Ferry, à Northampton et sont conduits à la Half Way House où ils ont la possibilité de prendre le tramway, d'abord tracté par un cheval puis électrifié en 1926. Grâce à ces nouvelles installations, la Mount Holyoke Prospect House devient une destination touristique populaire. Des établissements similaires sont construits au mont Tom, au mont Nonotuck, à la Sugarloaf Mountain et au mont Toby. La propriété change à nouveau de mains au début du XXe siècle en étant rachetée par la chaîne d'hôtels de Joseph Allen Skinner, lequel finit par en faire don au Commonwealth of Massachusetts afin qu'elle soit intégrée dans un parc d'État en 1939 à la condition que ce parc soit baptisé en son nom, l'actuel parc d'État J. A. Skinner.

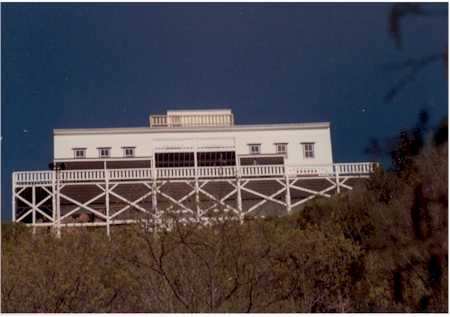
Vue de la Mount Holyoke Summit House.

Un des bâtiments annexes subit les dommages de l'ouragan de Nouvelle-Angleterre de 1938 et est démoli. En 1942, le tramway couvert se brisé et aucune proposition de réparation ne se concrétisée, ce qui aboutit à sa démolition en 1965. En 1948, une forte tempête provoque l'effondrement d'une partie du toit. Le manque de fonds dans les années 1950 et 1960 pour assurer la maintenance du gîte le condamne inéluctablement à la démolition. Cependant, au milieu des années 1980, devant la menace imminente, le bâtiment le plus ancien de 1851 et son extension de 1861 sont finalement rénovés et aménagés en musée grâce aux efforts de bénévoles locaux et au financement du Commonwealth of Massachusetts.

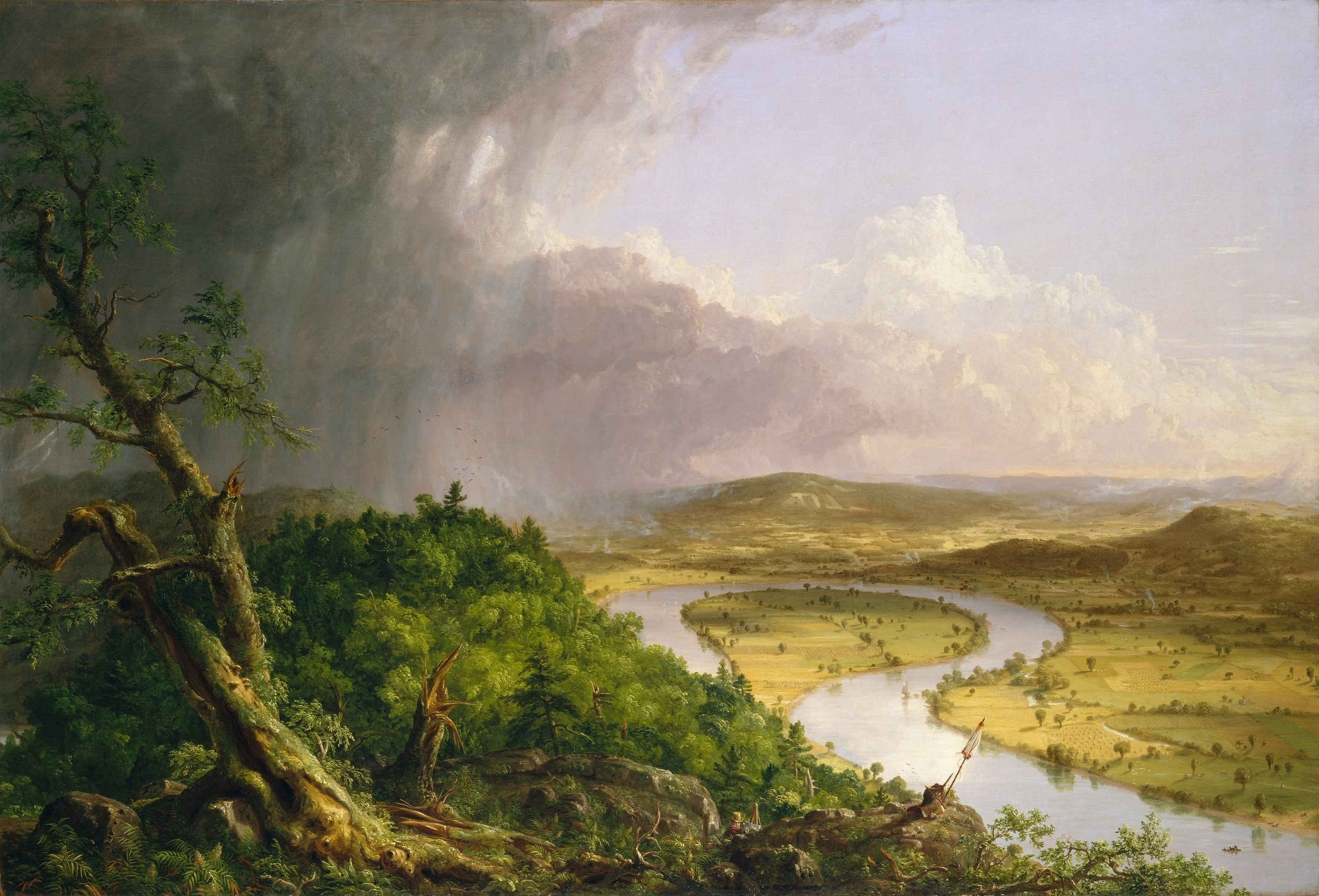
Thomas Cole, The Oxbow ou « Vue depuis le mont Holyoke, à Northampton dans le Massachusetts, après un orage », 1836.

En 1836, en plein mouvement transcendentaliste, le peintre Thomas Cole immortalise, depuis le sommet du mont Holyoke, l'Oxbow, un coude du Connecticut, quatre ans seulement avant qu'une inondation et l'érosion naturelle le séparent du cours principal du fleuve et le transforment en lac.
Le 27 mai 1944, un B-24 de la Westover Air Force Base, située à Chicopee, en vol d'entraînement de nuit s'est écrasé au sommet du chaînon, tuant les dix occupants de l'appareil. Une plaque commémorative est implantée au mont Holyoke en souvenir de la catastrophe.

## Activités

### Tourisme et folklore
Une route saisonnière gravit le mont Holyoke. Elle donne accès au sommet d'avril à novembre tandis que le gîte est ouvert du Memorial Day (fin mai) au Jour de Christophe Colomb (mi-octobre). De nombreux sentiers grimpent également le long des versants de la montagne, notamment une partie des 180 km du Metacomet-Monadnock Trail et des 76 km du Robert Frost Trail.
Chaque année depuis 1838, un matin d'octobre choisi aléatoirement, les étudiants du Mount Holyoke College participent au Mountain Day. Ce jour, au son de la cloche d'Abbey Chapel, tous les cours sont annulés et les étudiants grimpent au sommet du mont Holyoke.

### Protection environnementale
La plus grande partie du mont Holyoke est protégée au sein du parc d'État J. A. Skinner, tandis que son homologue, le Mount Holyoke Range State Park, est situé à l'est de la chaîne Holyoke. Le centre d'information touristique se trouve à The Notch, à l'intersection de la Route 116 et du chaînon à Amherst.
En 2000, le sommet a fait l'objet d'une étude du National Park Service pour la désignation d'un nouveau National Scenic Trail, le New England National Scenic Trail, qui aurait inclus le Metacomet-Monadnock Trail au Massachusetts d'une part, le Mattabesett Trail et le Metacomet Trail au Connecticut d'autre part.